# Alexis Delaire
Alexis Delaire, né le 26 septembre 1836 à Paris et mort le 26 octobre 1915 dans la même ville, est un militant du catholicisme social, fondateur et président de l'Union pour la paix sociale, géologue, secrétaire de la Société géologique de France et ingénieur des mines français.

## Biographie
Sa mère est originaire de Normandie. Il fait partie de la promotion de 1856 de l'École polytechnique. Il devient par la suite officier du génie en géographie et géologie. En 1902, il rédige un livre consacré à saint Jean-Baptiste de La Salle, le fondateur de l'ordre des Frères des écoles chrétiennes.
Il cofonde l'École de sociologie catholique avec Frédéric Le Play, avec qui il partage son intérêt pour l'influence sociale des territoires. Il est l'un des rédacteurs de La Réforme sociale, titre de presse catholique sociale né en 1881.

### Idéologie
Partisan du repos hebdomadaire le dimanche, il défend l'idée du christianisme social. Selon cette philosophie, les classes sociales existent mais doivent s'entraider et non pas se combattre : l'élite serait nécessaire au bien-être du peuple tant du point de vue matériel que spirituel.